# Symbrenthia doni
Symbrenthia doni är en fjärilsart som beskrevs av Robert Christopher Tytler 1940. Symbrenthia doni ingår i släktet Symbrenthia och familjen praktfjärilar. Inga underarter finns listade i Catalogue of Life.